# Роман Пілат
Роман Пілат (іноді Роман Пілят, Роман Пилат; пол. Roman Pilat; 13 липня 1846, Львів — 6 квітня 1906, Львів) — польський літературознавець, історик літератури, педагог, почесний професор, ректор Львівського університету (1891), творець львівської наукової історико-літературної школи.

## Життєпис
Народився 13 липня 1846 року у Львові в родині письменника Станіслава Пілата (1808—1866). Брат Тадеуша Пілата, ректора Львівського університету в 1886—1887 році. Після закінчення львівської класичної гімназії, вступив у Львівський університет, де з 1864 по 1866 вивчав право, потім в 1866—1868 роках — польську філологію. У 1869 році Роман Пілат отримав ступінь доктора наук. У 1871 році став доцентом на кафедрі історії польської літератури Львівського університету, а пізніше, з 1874 по 1901 роки очолював цю кафедру і керував філологічним семінаром. У 1880 році — професор.
Роман Пілат тричі був деканом філософського факультету (1882—1883, 1890, 1895—1896), а в 1891 році, після смерті Томаша Станецького був обраний на посаду ректора Львівського університету, у 1891—1892 — проректором. З 1905 — почесний професор. З 1880 року Роман Пілат — член-кореспондент Польської академії знань у Кракові. Один із засновників Літературного товариства ім. Адама Міцкевича (1886), до 1900 року — його голова. У 1887—1898 роках — редактор журналу «Записки Літературного товариства ім. Адама Міцкевича» (пол. «Pamiętnik Towarzystwa Literackiego im. A. Mickiewicza»). Перший керівник львівської академічної бібліотеки «Czytelnia akademicka». У 1905 році нагороджений орденом Залізної корони III ступеня.
Помер 6 квітня 1906 року у Львові, похований на Личаківському цвинтарі.

## Наукова діяльність
Сфера наукових інтересів вченого Романа Пілата — історія польської літератури періоду середньовіччя та романтизму, методологія історії літератури, історична граматика. Роман Пілат — творець львівської наукової історико-літературної школи. Серед його учнів відомі польські історики літератури, такі як Людвік Фінкель, Анджей Гавроньський, Броніслав Губрінович та інші. Роман Пілат провів глибокий критичний аналіз найстарішої релігійної польської пісні, зафіксованої на письмі «Богородиця», виконав ряд дослідницьких робіт, пов'язаних із творчістю Адама Міцкевича та Александра Фредро.

## Вибрані Праці
- «Про політичну літературу Чотирирічного сейму, 1788—1792» («O literaturze politycznej Sejmu Czteroletniego, 1788—1792», 1872);
- «Ueber das polnische Participium praes. act. auf „szy“», 1878;
- «Гімн Богородиця, I реституція тексту гімну» («Pieśń Boga-rodzica. I restytucja tekstu pieśni», 1879);
- «Початок літературної публіцистики в Польщі» («Początek publicystyki literackiej w Polsce», 1882);
- «Як належить видавати твори польських письменників XVI і XVII століть» («Jak należy wydawać dzieła polskich pisarzów XVI i XVII wieku», 1884);
- «Історія польської літератури» («Historia literatury polskiej», 1907—1926 в 5 томах);
- «Граматика польської мови» («Gramatyka języka polskiego», 1909 в 2 томах).